# Valentin Ferron
Valentin Ferron (ur. 8 lutego 1998 w Vienne) – francuski kolarz szosowy.

## Osiągnięcia
Opracowano na podstawie:

2016
- 3. miejsce w Oberösterreich Juniorenrundfahrt

2019
- 2. miejsce w La Poly Normande

2021
- 1. miejsce na 4. etapie Tour du Rwanda
- 3. miejsce w Trofeo Matteotti

2022
- 3. miejsce w Route Adélie de Vitré
- 2. miejsce w Paryż-Camembert
- 1. miejsce na 6. etapie Critérium du Dauphiné

2023
- 2. miejsce w Grand Prix Cycliste La Marseillaise
- 3. miejsce w Région Pays de la Loire Tour
- 1. miejsce w Paryż-Camembert

## Rankingi
| Rok             | 2018  | 2019 | 2020  | 2021 | 2022 | 2023 | 2024 |
| --------------- | ----- | ---- | ----- | ---- | ---- | ---- | ---- |
| World Ranking   | 2812. | 854. | 1920. | 436. | 218. | 208. | 704. |
| UCI Europe Tour | 1859. | 620. | 1405. | 360. | 178. | -    | -    |
|                 |       |      |       |      |      |      |      |
| Źródło: UCI     |       |      |       |      |      |      |      |